# O Moscardo (semanário)
O Moscardo:  semanário humorístico teve um escasso mês de vida entre Maio e Junho de 1913. O seu diretor, Francisco Valença, mestre caricaturista, prometia: “ Zumbindo e zombando, irei ferindo os ridículos da política e dos maus costumes”, assumino-se como republicano de “antes de 5 de Outubro” e criticando aqueles que traíram os valores da almejada República. Acompanharam-no nesta curta façanha Carlos Simões, Carlos Serra, José Salazar.